# AHSL
AHSL или AHLS (от англ. Hue, Saturation, Lightness (Intensity)) — цветовая модель, в которой цветовыми координатами являются тон, насыщенность и светлота. Следует отметить, что HSV, HSL и AHSL — разные цветовые модели. AHSL — альтернативная модель HSL, принципиальное различие заключается в определении характеристики Saturation (насыщенность).
- Alternative — альтернативная версия цветовой модели HSL.
- Hue — оттенок от 0° до 360° (красный, оранжевый, жёлтый, зелёный, голубой, синий, фиолетовый). 0° и 360° соответствуют красному цвету #f00.
- Saturation — насыщенность цвета от 0 до 255. Практически характеристика S соответствует «уровню прозрачности» слоя с данным цветом (заданным оттенком H и светлотой L), когда под ним находится слой с соответствующим заданному чёрно-белым цветом, который определяется как присваивание каналам RGB среднеарифметического значения. Например для цвета #f00 (R:255 G:0 b:0) будет соответствовать чёрно-белый цвет #555555 (R:85 G:85 B:85), а для #ff0 (R:255 G:255 B:0) — #aaaaaa (R:170 G:170 B:170).
- Lightness — светлота от −100 до 100. Значению −100 соответствует чёрный цвет, а значению 100 — белый. Соответствует уровню прозрачности белого (если L>0) или чёрного (если L<0) цвета в процентах, «находящегося над заданным».

## Конвертация

### из RGB в AHSL
{\displaystyle H={\begin{cases}0&{\mbox{if }}MAX=MIN\\60^{\circ }\times {\frac {G-B}{MAX-MIN}}+0^{\circ },&{\mbox{if }}MAX=R\\&{\mbox{and }}G\geq B\\60^{\circ }\times {\frac {G-B}{MAX-MIN}}+360^{\circ },&{\mbox{if }}MAX=R\\&{\mbox{and }}G<B\\60^{\circ }\times {\frac {B-R}{MAX-MIN}}+120^{\circ },&{\mbox{if }}MAX=G\\60^{\circ }\times {\frac {R-G}{MAX-MIN}}+240^{\circ },&{\mbox{if }}MAX=B\end{cases}}}

{\displaystyle GRAY={\frac {R+G+B}{3}}}

{\displaystyle R_{0}=0,~G_{0}=0,~B_{0}=0}

{\displaystyle {\mbox{if (}}H>=0{\mbox{ and }}H<=60{\mbox{) }}R_{0}=255,~G_{0}=4.25\times H}

{\displaystyle {\mbox{if (}}H>60{\mbox{ and }}H<=120{\mbox{) }}G_{0}=255,~R_{0}=255-4.25\times (H-60)}

{\displaystyle {\mbox{if (}}H>120{\mbox{ and }}H<=180{\mbox{) }}G_{0}=255,~B_{0}=4.25\times (H-120)}

{\displaystyle {\mbox{if (}}H>180{\mbox{ and }}H<=240{\mbox{) }}B_{0}=255,~G_{0}=255-4.25\times (H-180)}

{\displaystyle {\mbox{if (}}H>240{\mbox{ and }}H<=300{\mbox{) }}B_{0}=255,~R_{0}=4.25\times (H-240)}

{\displaystyle {\mbox{if (}}H>300{\mbox{ and }}H<=360{\mbox{) }}R_{0}=255,~B_{0}=255-4.25\times (H-300)}

{\displaystyle GRAY_{0}={\frac {R_{0}+G_{0}+B_{0}}{3}}}

{\displaystyle L={\begin{cases}0&{\mbox{if }}GRAY=GRAY_{0}\\{\frac {100\times (GRAY-GRAY_{0})}{255-GRAY_{0}}},&{\mbox{if }}GRAY>GRAY_{0}\\{\frac {100\times (GRAY-GRAY_{0})}{GRAY_{0}}},&{\mbox{if }}GRAY<GRAY_{0}\\\end{cases}}}

{\displaystyle {\mbox{if (}}L>0{\mbox{) }}R_{0}=R_{0}+{\frac {L\times (255-R_{0})}{100}}}

{\displaystyle {\mbox{if (}}L<0{\mbox{) }}R_{0}=R_{0}+{\frac {L\times R_{0}}{100}}}

{\displaystyle S={\begin{cases}0,&{\mbox{if }}R=GRAY\\{\frac {255\times \left|R-GRAY\right|}{\left|R_{0}-GRAY\right|}},&{\mbox{if }}R\neq GRAY\\\end{cases}}}

### из AHSL в RGB
{\displaystyle R=0,~G=0,~B=0}

{\displaystyle {\mbox{if (}}H>=0{\mbox{ and }}H<=60{\mbox{) }}R=255,~G=4.25\times H}

{\displaystyle {\mbox{if (}}H>60{\mbox{ and }}H<=120{\mbox{) }}G=255,~R=255-4.25\times (H-60)}

{\displaystyle {\mbox{if (}}H>120{\mbox{ and }}H<=180{\mbox{) }}G=255,~B=4.25\times (H-120)}

{\displaystyle {\mbox{if (}}H>180{\mbox{ and }}H<=240{\mbox{) }}B=255,~G=255-4.25\times (H-180)}

{\displaystyle {\mbox{if (}}H>240{\mbox{ and }}H<=300{\mbox{) }}B=255,~R=4.25\times (H-240)}

{\displaystyle {\mbox{if (}}H>300{\mbox{ and }}H<=360{\mbox{) }}R=255,~B=255-4.25\times (H-300)}

{\displaystyle {\mbox{if }}L>0{\mbox{, }}{\begin{cases}R=R+{\frac {L\times (255-R)}{100}}\\G=G+{\frac {L\times (255-G)}{100}}\\B=B+{\frac {L\times (255-B)}{100}}\\\end{cases}}}

{\displaystyle {\mbox{if }}L<0{\mbox{, }}{\begin{cases}R=R+{\frac {L\times R}{100}}\\G=G+{\frac {L\times G}{100}}\\B=B+{\frac {L\times B}{100}}\\\end{cases}}}

{\displaystyle GRAY={\frac {R+G+B}{3}}}

{\displaystyle R=GRAY+{\frac {S\times (R-GRAY)}{255}}}

{\displaystyle G=GRAY+{\frac {S\times (G-GRAY)}{255}}}

{\displaystyle B=GRAY+{\frac {S\times (B-GRAY)}{255}}}

## Отличие AHSL от HSL
В цветовой модели AHSL каждому цвету соответствует «свой» чёрно-белый цвет, который определяется среднеарифметическими значениями каналов RGB. Когда в модели HSL цвету любого тона с одной светлотой соответствует один и тот же чёрно-белый цвет. Таким образом, чёрно-белое изображение, полученное из цветного путём изменения характеристики отвечающей за насыщенность в модели AHSL, будет «правильным» чёрно-белым изображением, в отличие от изображения полученного тем же способом с использованием модели HSL.

## Получение цвета заданного моделью AHSL
Рассмотрим получение цвета, заданного его характеристиками по модели AHSL, в графическом редакторе. У нас есть тон цвета (H), насыщенность (S) и светлота (L). Создадим 3 слоя, которые будут отвечать за характеристики H, L, S. Средний слой зальём чистым цветом, оттенок которого равен H (H=0 — #ff0000; H=60 — #ffff00; H=120 — #00ff00; H=180 — #00ffff; H=240 — #0000ff; H=300 — #ff00ff; H=360 — #ff0000). Если L>0 верхний слой заливаем белым цветом (#ffffff), если L<0 — чёрным (#000000), если L=0 — верхний слой можно оставить пустым. Прозрачность верхнего слоя устанавливаем соответственно абсолютному значению L, считая что |L| - прозрачность верхнего слоя заданная в процентах. Теперь объединяем верхний и средний слои в один. Определяем получившийся цвет и рассчитываем соответствующий ему чёрно-белый: каналам RGB задаём их среднеарифметическое значение (например для красного цвета #ff0000 соответствующий чёрно-белый R:85; G:85; B:85). Нижний слой заливаем чёрно-белым цветом. Для верхнего слоя устанавливаем прозрачность равную характеристики S (насыщенность), считаем что S=255 это полностью непрозрачный слой, S=0 — полностью прозрачный. Объединив слои, мы получим заданный нам цвет по AHSL.

## Преимущества
- Цветовая модель AHSL близка к человеческому восприятию цветов. Характеристики модели AHSL дают явное представление о заданном цвете и отвечают на вопросы: «Какой это цвет?», «На сколько он насыщен?», «На сколько он светлый или тёмный?». В отличие от модели HSL, характеристика S модели AHSL даёт более корректное представление о насыщенности цвета.
- AHSL предоставляет возможность изменения оттенка, насыщенности, яркости путём непосредственного изменения соответствующих характеристик H,S,L

## Недостатки
- Каждому цвету, с насыщенностью 0 соответствует 360 или более различных способов представления данного цвета.

## Применение
Благодаря разложению цвета на его основные характеристики (оттенок, насыщенность, светлота) цветовую модель AHSL удобно использовать в графических редакторах при коррекции оттенка, насыщенности, яркости и контрастности изображения.